# 三村明夫
三村 明夫（みむら あきお、1940年11月2日 - ）は、日本の実業家。日本製鉄社友名誉会長。過去に、新日本製鐵（新日鉄）社長および会長、日本鉄鋼連盟会長（第11代：2003年 - 2006年5月）、日本経団連副会長、中央教育審議会会長、日本商工会議所会頭（第19代：2013年11月-2022年10月)等を歴任。東京大学経済学部卒業。

## 人物

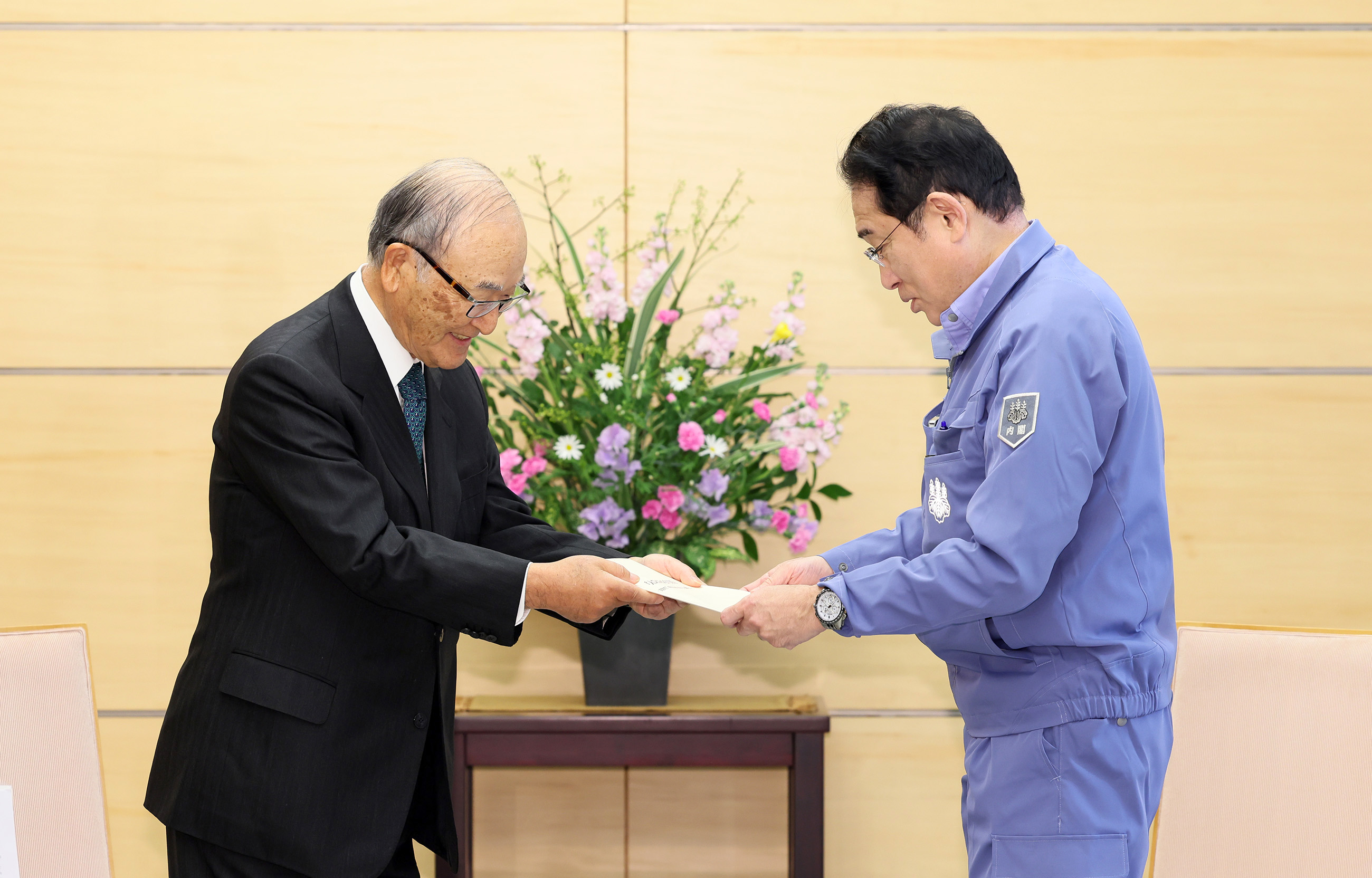
2024年、内閣総理大臣岸田文雄と

群馬県前橋市出身。群馬大学学芸学部附属小学校、群馬大学学芸学部附属中学校、群馬県立前橋高等学校を経て、東京大学経済学部を卒業後、富士製鐵（現日本製鉄）に入社。その後の1970年、八幡製鐵と富士製鐵が合併し新日鉄が誕生した。
入社後、社内教育でハーバード大学へ留学し、1972年に同経営大学院のハーバード・ビジネス・スクールを修了。帰国後、窓際族のような境遇におかれ、転職を考えたと告白している。大分製鐵所勤務などを経て、冷延鋼板輸出や営業総括、自動車用鋼板営業を経る。2001年にはフランスの鉄鋼メーカー、ユジノール（現：アルセロール・ミッタル）との包括提携をまとめた。2003年より社長に就任。合理化や中華人民共和国の経済成長など鉄鋼需要の増大で業績回復を軌道に乗せ、2006年3月期決算では過去最高となる経常利益5,470億円を計上した。世界最大手の鉄鋼メーカーアルセロール・ミタルによる買収危機には、ソフトアライアンスと呼ばれる包括的提携（技術開発、資本業務提携など）を国内企業と結ぶことにより対抗した。2009年1億7060万円の役員報酬を受けた。

## 略歴
- 1963年：富士製鐵入社
- 1989年：新日鉄自動車鋼板販売部長
- 1993年：新日鉄取締役（販売総括部長）
- 1995年：新日鉄取締役（建材営業部門長）
- 1997年：新日鉄常務
- 1998年：新日鉄常務（薄板営業部門長）
- 2000年：新日鉄代表取締役副社長（営業総括、海外営業、プロジェクト開発、各品種事業、機材担当）
- 2003年：新日鉄代表取締役社長
- 2006年：日清製粉グループ本社株式会社監査役
- 2008年：新日鉄代表取締役会長、株式会社日本政策投資銀行取締役[6][リンク切れ]、東京海上ホールディングス株式会社取締役[7]
- 2009年：日清製粉グループ本社株式会社取締役
- 2012年：新日鉄住金取締役相談役
- 2013年：新日鉄住金相談役[8]
- 同年：新日鉄住金相談役名誉会長[9]、日本郵政株式会社取締役
- 2018年：新日鉄住金社友名誉会長[10][11]
- 2019年：日本製鉄社友名誉会長、2025年日本国際博覧会協会副会長
- 2024年：旭日大綬章受章[12][13]。

## 消費税について
- 三村は日本商工会議所会頭在任中、消費税について「絶対に上げるべきだ」と発言[14]。消費税増税延期を示唆する発言が政府内から出た時にも、「有り得ない」とし[15]、増税による反動についても、「(影響は)大きくない」と主張し、消費税増税主張の急先鋒である。

## 社会的活動
- 国家安全保障局特別顧問（2014年 - ）
- 文部科学省中央教育審議会副会長（第4期）、会長（第5期-第7期）
- 内閣府経済財政諮問会議議員（2008年10月-2009年9月）
- 内閣府「選択する未来」委員会会長（2014年1月[16]-2014年11月）
- 経済産業省総合資源エネルギー調査会会長（2007年3月 - 2014年[17]）
- 株式会社日本政策投資銀行社外取締役（2008年10月-2023年6月）
- 株式会社産業革新機構社外取締役・産業革新委員長代理（2013年[18]-2017年）、社外取締役・産業革新委員長（2017年[19]-2018年）
- 日本郵政社外取締役（2013年6月-2023年6月）
- 日清製粉グループ本社社外取締役（2009年6月[20]-2022年6月）
- 東京海上ホールディングス社外取締役（2010年6月[21]-2023年6月）
- 経済同友会副代表幹事（2004年[22]-2005年[23]）
- 日本経済団体連合会副会長（2005年-2009年）
- 日本商工会議所会頭（2013年11月[24]-2022年11月）、名誉会頭（2022年11月[25]-）
- 東京商工会議所会頭（2013年11月-2022年11月）
- 東京商工会議所議員（2007年-2008年）、常任顧問（2008年-2013年[26]）、副会頭（2013年[27]）、名誉会頭（2022年11月-）
- 公益財団法人世界平和研究所副会長（2009年-）
- 日豪経済委員会会長（2009年-）
- 国際鉄鋼連盟（現：世界鉄鋼協会）会長（2004年-2005年）
- 中小企業政策審議会会長（2014年[28]-2023年[29]）
- 社会資本整備審議会会長（2015年[30]-2019年[31]）
- 前橋市名誉顧問[32]（2015年-）
- 一般社団法人日本原子力産業協会会長（2023年-）[33]
- 一般社団法人日本ディープラーニング協会特別顧問（2023年-）[34]

## 勲章
- オナラリー・コンパニオン勲章（オーストラリア、2012年[35]）

## 称号
- オーストラリア国立大学名誉博士（科学博士）号 2012年[36]